# Meri Arabidse

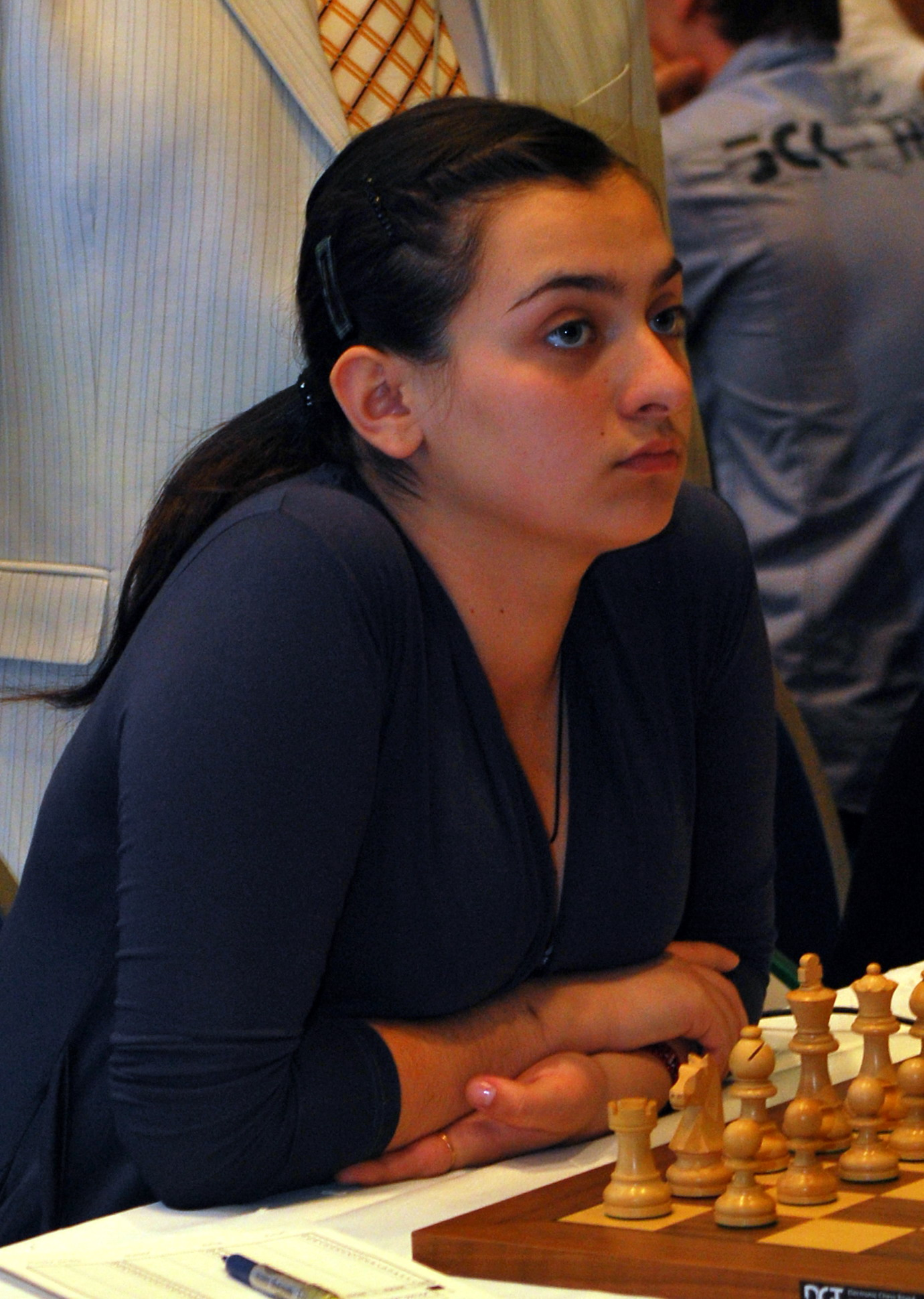
Meri Arabidse bei der U16-Mädchen-Weltmeisterschaft 2010 in Porto Carras

Meri Arabidse (georgisch მერი არაბიძე; beim Weltschachbund FIDE Meri Arabidze; * 25. Februar 1994 in Samtredia, Imeretien) ist eine georgische Schachspielerin. Sie trägt den Titel Großmeister der Frauen (WGM), seit 2014 außerdem den Titel Internationaler Meister (IM).

## Leben
Meri Arabidse besuchte die öffentliche Schule Nr. 3 in Samtredia. Sie studiert an der Georgischen Technischen Universität in Tiflis. Trainiert wird sie seit 2007 von Leko Arsenidse in Kutaissi.

## Erfolge
Meri Arabidse gewann mehrere Jugendweltmeisterschaften der Mädchen (U10 2004, U12 2005 und U18 2011) sowie mehrere Jugendeuropameisterschaften der Mädchen (U10 2004, U12 2006 und U14 2008).
Seit Oktober 2009 trägt sie den Titel Internationaler Meister der Frauen (WIM). Die Normen hierfür erzielte sie im Juli 2008 mit Übererfüllung beim Sun-Pawn-A-Turnier im ukrainischen Illitschiwsk sowie bei der europäischen Frauen-Einzelmeisterschaft im September 2009 in Sankt Petersburg. Bei der Europameisterschaft 2011 in Tiflis, bei der sie unter anderem Maia Lomineischwili und Laura Rogule besiegte, erzielte sie eine Doppelnorm zum Erhalt des Titels Großmeister der Frauen (WGM). Eine weitere WGM-Norm erzielte sie bei der georgischen Einzelmeisterschaft der Frauen im Mai 2012 in Anaklia (gleichzeitig eine IM-Norm), bei der sie den zweiten Platz belegte. Der WGM-Titel wurde ihr im September 2012 vergeben. Beim 1st quarter Presidential Board meeting der FIDE Ende März 2014 wurde Arabidse der Titel Internationaler Meister (IM) verliehen unter der Voraussetzung, dass sie eine Elo-Zahl von mindestens 2400 erreicht. Bereits in der nächsten Eloliste im April 2014 erfüllte Arabidse diese Bedingung. Die erforderlichen Normen hatte sie bei der georgischen Frauenmeisterschaft 2012, bei der Europameisterschaft der Frauen 2013 in Belgrad und bei der Europameisterschaft 2014 in Jerewan erzielt.
Im März 2023 gewann sie mit 8,5 Punkten aus 11 Partien die Schach-Europameisterschaft der Frauen 2023 in Petrovac na moru.
Mit Georgien nahm Arabidse an der Mannschaftsweltmeisterschaft der Frauen 2015 teil; sie gewann mit der Mannschaft und erreichte in der Einzelwertung das beste Ergebnis am dritten Brett sowie die drittbeste Elo-Leistung aller Teilnehmerinnen. Außerdem nahm sie an den Mannschaftseuropameisterschaften der Frauen 2013, 2015, 2019, 2021 und 2023 teil und erreichte dabei 2015 mit der Mannschaft den dritten Platz sowie 2019 und 2021 den zweiten Platz. Individuelle Auszeichnungen erreichte sie bei Mannschaftseuropameisterschaften der Frauen 2019 mit einer Silbermedaille für ihr Ergebnis von 6,5 Punkten aus 8 Partien am vierten Brett und einer Goldmedaille 2023 mit 6 Punkten aus 8 Partien am dritten Brett.
In der spanischen Mannschaftsmeisterschaft spielte Arabidse 2019 für CA Solvay. In der deutschen Schachbundesliga der Frauen spielt sie seit der Saison 2021/22 für den SK Schwäbisch Hall. Mit Schwäbisch Hall gewann sie in der Saison 2022/23 die deutsche Frauenmeisterschaft.
Mit ihrer höchsten Elo-Zahl von 2466 im Januar 2024 lag sie hinter Nana Dsagnidse und Bela Chotenaschwili auf dem dritten Platz der georgischen Elo-Rangliste der Frauen.